# Tarka (Nigeria)
Tarka es una localidad del estado de Benue, en Nigeria, con una población estimada en marzo de 2016 de 107 000 habitantes.
Se encuentra ubicada al este del país, cerca de la frontera con Camerún y del río Benue, el principal afluente del río Níger.